# Inkafolkets jordbruk

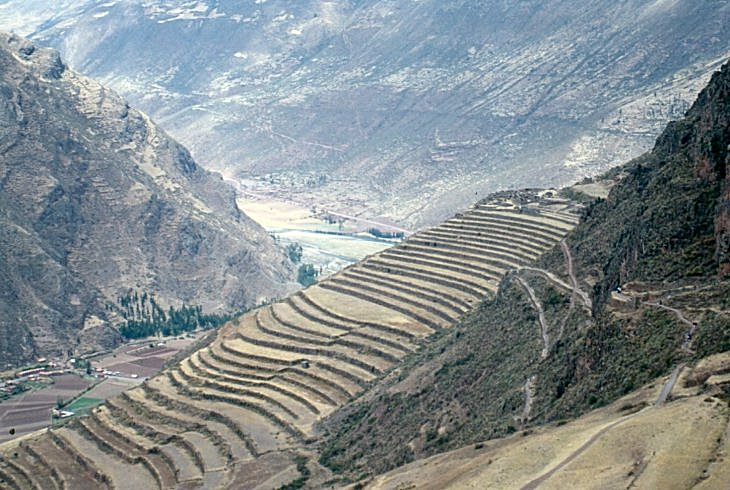
Odlingsterasser i Valle Sagrado de los Incas (Pisac)

Inkafolkets jordbruk representerar kulmen på tusentals år av jordbruk och pastoralism; i de höga bergen i Anderna, kustöknarna och regnskogarna i Amazonbäckenet i Sydamerika. Dessa tre radikalt olika miljöer var alla en del av Inkariket (1438–1532) och krävde olika teknologier för jordbruket. Inkajordbruket kännetecknades också av mångfalden av grödor, avsaknaden av ett marknads- och penningsystem och det sätt som Inkariket var organiserat. Den andinska civilisationen var en de få civilisationer runt om i världen som var inhemska och inte härstammade från andra civilisationer. De flesta andinska grödor och husdjur var okända för andra civilisationer. Potatis, tomat, chilipeppar och quinoa var bland de många unika grödorna. Kameldjuren lama och alpacka och marsvin var de enda domesticerade djuren.
Inkacivilisationen var till övervägande del jordbruksbaserad. Deras anpassning av jordbruksteknologier som hade utvecklats av tidigare kulturer gjorde det möjligt för inkafolket att organisera produktionen av en mängd olika grödor från den torra kusten, de höga, kalla bergen och de varma, fuktiga djungelregionerna, som de sedan kunde omfördela i riket. Dessa tekniska landvinningar inom jordbruket skulle inte ha varit möjliga utan den arbetskraft som stod till Inkas förfogande, såväl som vägsystemet och det omfattande lagringssystem  som gjorde det möjligt för dem att skörda och lagra mat och distribuera den i hela sitt imperium.

## Jordbruksredskap

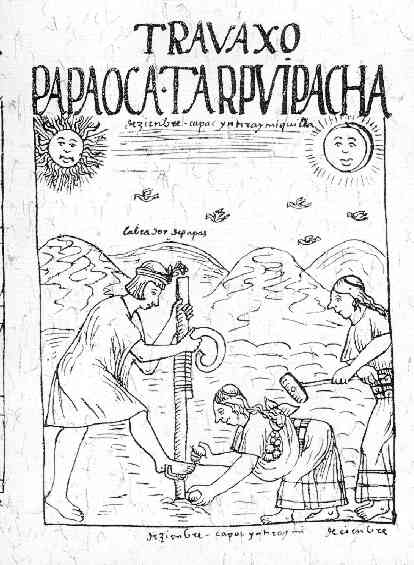
Illustration av inkabönder som hanterar en chaquitaclla, av Guaman Poma, 1616.

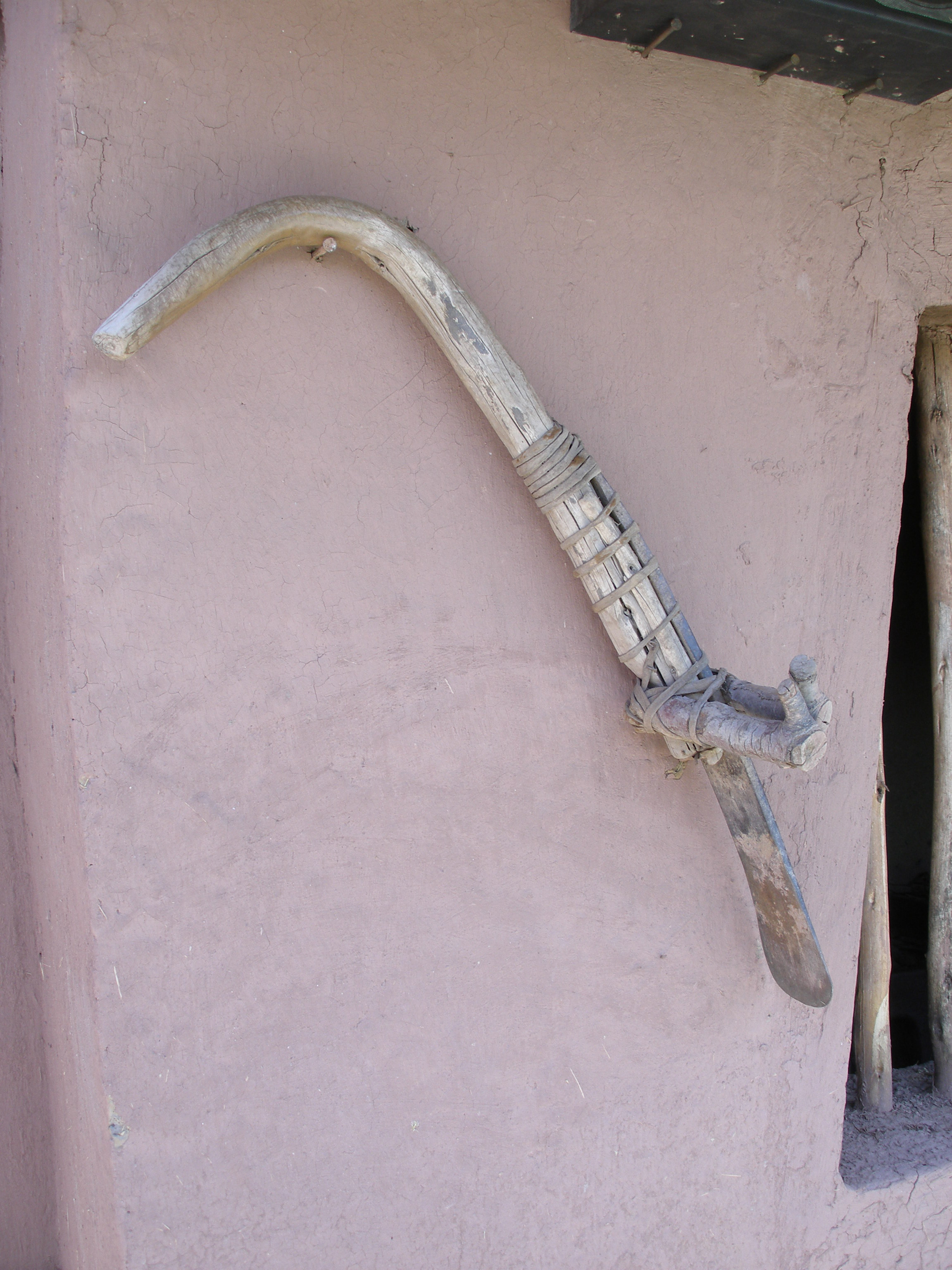
En chaquitaclla (azadón), som fortfarande används av många småbönder i Peru.

Inkabönderna hade inga tama djur som lämpade sig för jordbruksarbete, så de var beroende av handredskap. Dessa var väl anpassade till den bergiga terrängen i Anderna och det begränsade området på odlingsterasserna som de odlade på.

## Markanvändning
Inkabönder lärde sig att bygga odlingsterrasser, vilket motverkade att marken eroderades. Terrasserna hjälpte också till att isolera växternas rötter under kalla nätter och behålla markfukten, vilket gjorde att växter kunde växa och producera längre tid på höga höjder. Inkafolket bevattnade ofta dessa plattformar med hjälp av smältvatten från närliggande glaciärer. För att transporterade smältvattnet till odlingsfälten byggdes kanaler och cisterner för att lagra det. Inkafolket använde sig också av växelbruk och planterade olika grödor på samma fält årligen för att inte utarma jorden på näring och producera bättre grödor.